# Урал (мотоцикл)

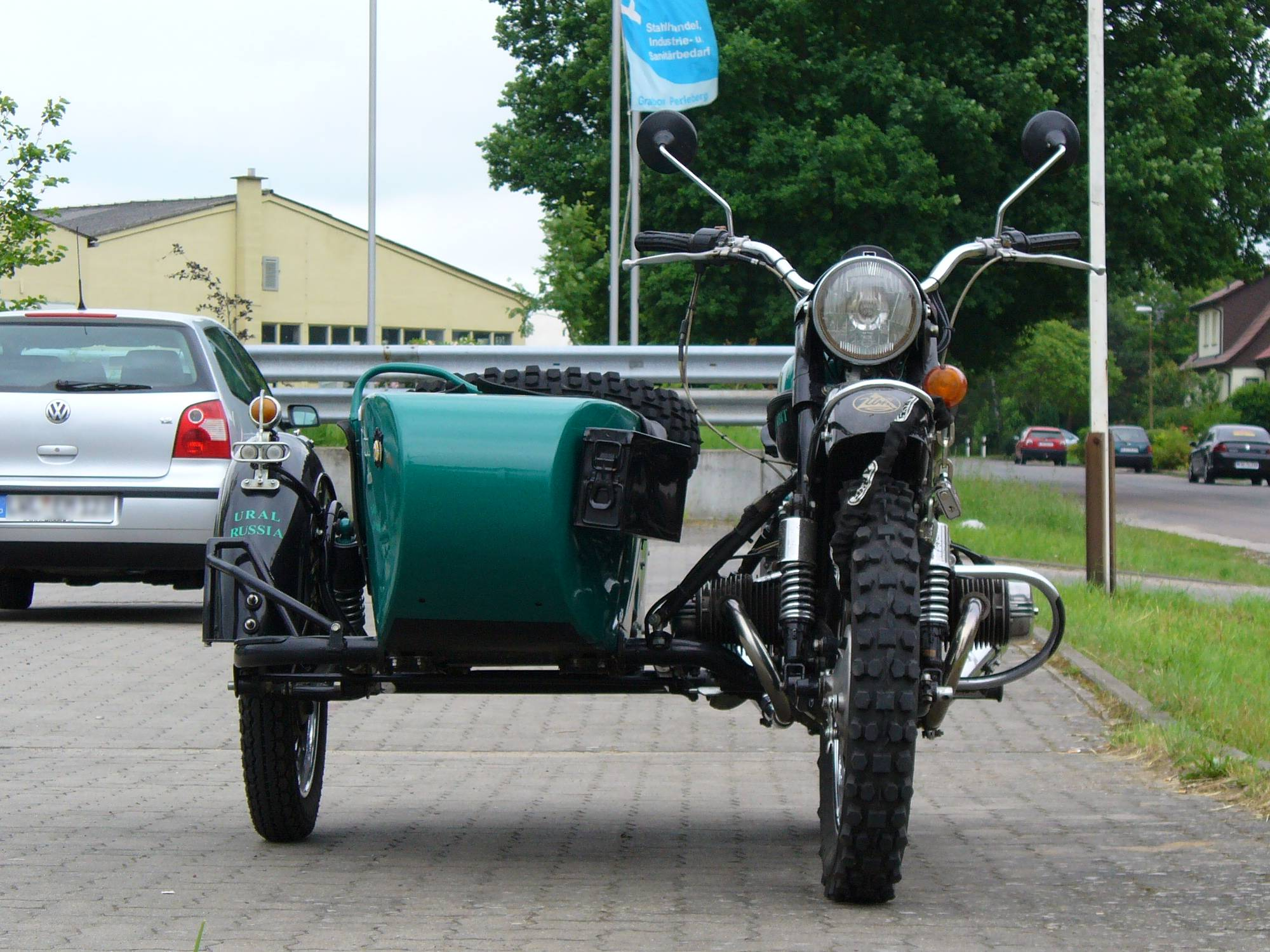
Мотоцикл «Урал» з люлькою

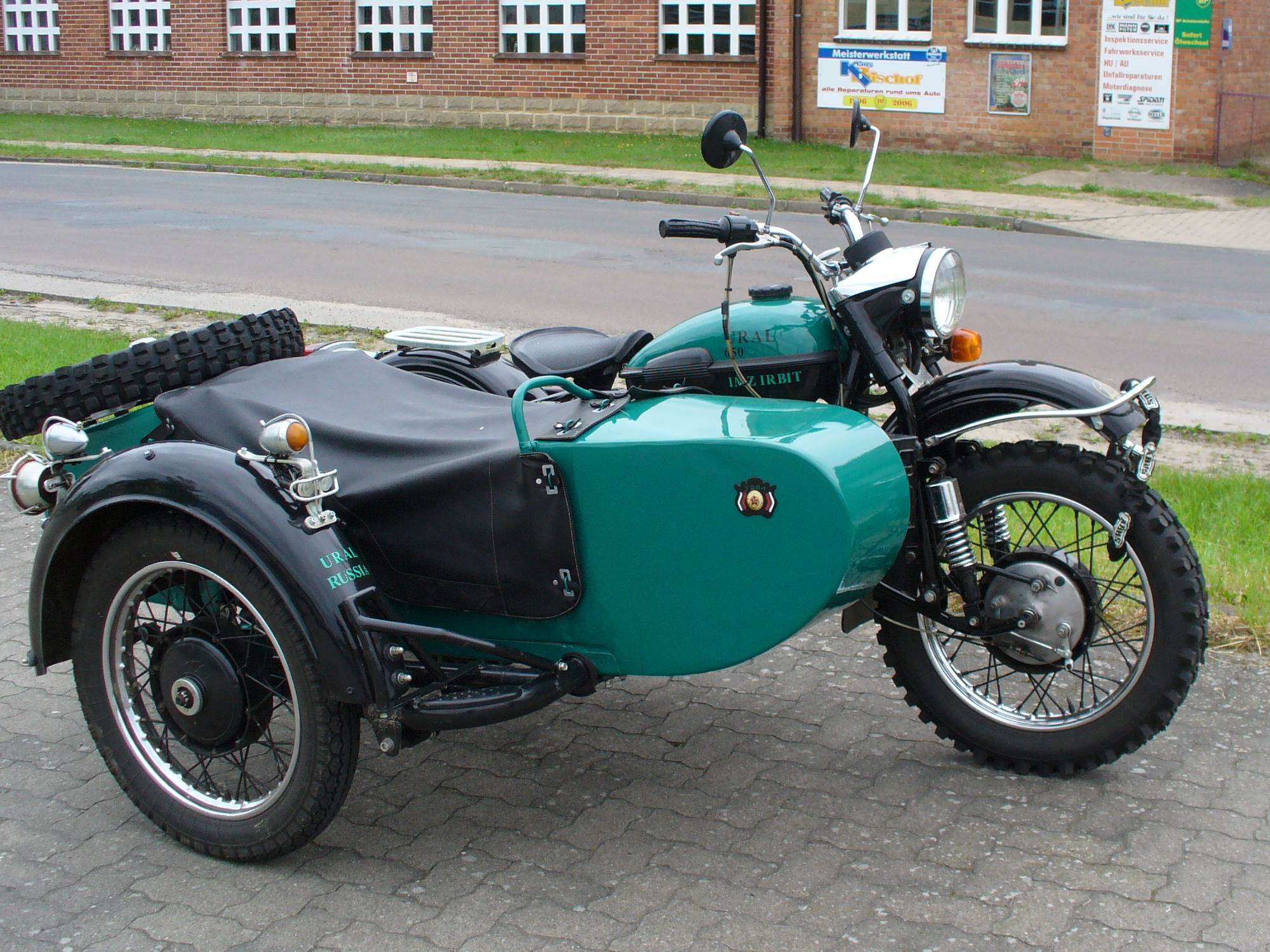
Мотоцикл «Урал» з люлькою

«Урал» — марка радянських мотоциклів , що вироблялись на Ірбітському мотоциклетному заводі (Свердловська область, м. Ірбіт) з 1957 року. «Урал» є подальшим розвитком мотоцикла М-72, копії німецького BMW R71.
У переважній більшості випадків експлуатується з люлькою. Випускаються моделі мотоцикла як з, так і без приводу на колесо люльки. Привід колеса люльки — вимикається, бездіфференціальний. 
На сьогоднішній день випускаються наступні моделі:
- З люлькою: Урал-T, Турист, Патруль 2WD, Gear-UP, Ретро [1]
- Одинаки (без люльки): Ретро Соло і Соло sT [1]

Дані мотоцикли оснащені чотиритактним оппозитним двоциліндровим двигуном об'ємом 745 см³ потужністю 40 к.с., 4-х ступінчастою КПП з заднім ходом і карданним приводом заднього колеса. 

## Список моделей

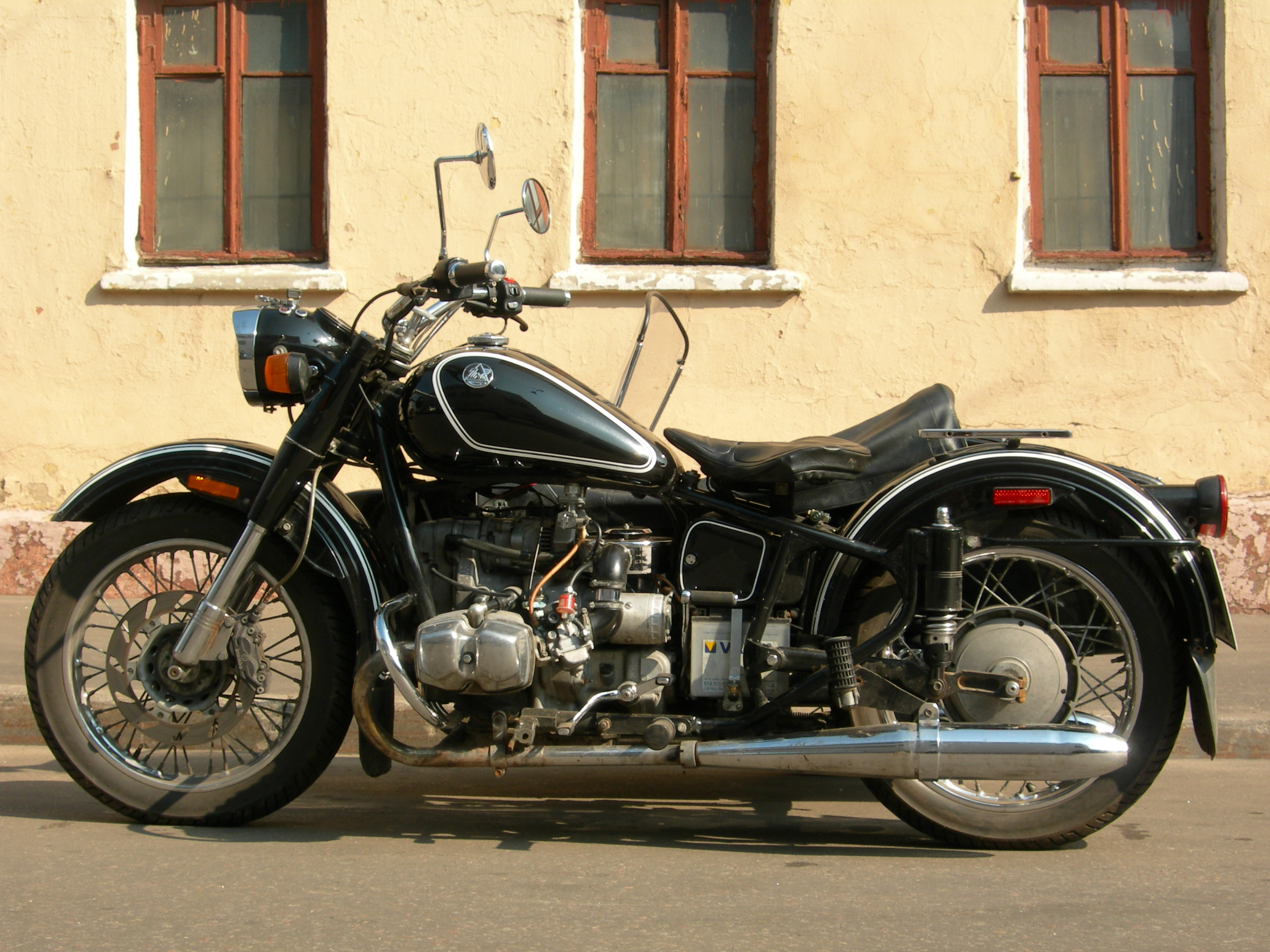
Мотоцикл «Урал» Ретро

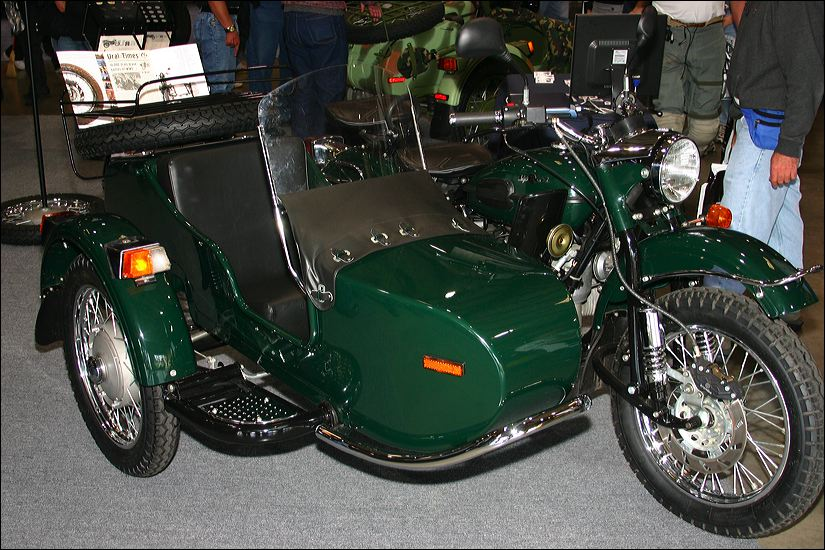
Мотоцикл «Урал» Патруль-ДПС

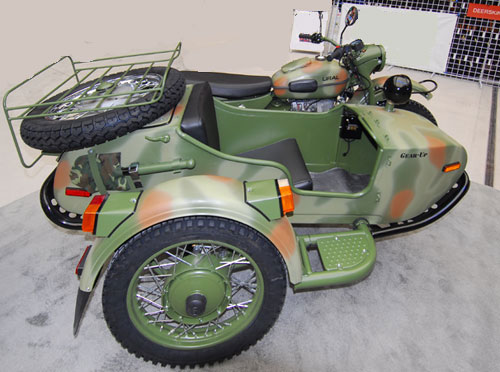
Мотоцикл «Урал» GEAR-UP

### Дорожні мотоцикли
- ІМЗ М-52 (1957 рік) — модель з ходовою від М-72 і двигуном 500 см³. Випущена тільки дослідна партія 250 мотоциклів;
- ІМЗ М-61 (1960-1961 рр..) — Перехідна модель з ходовою від М-72 і новим двигуном (650 см³);
- «Урал» М-62 (1961-1965 рр..) — Нова коробка передач, модернізована система запалювання і збільшені ходу підвіски;
- «Урал» М-63 (1964-1971 рр..) — Маятникова підвіска заднього колеса з гідравлічними амортизаторами, нові глушники;
- «Урал» М-66 (1971-1973 рр..) — Значно модернізований двигун, потужність підвищилася до 32 л.с.;
- «Урал» М-67 (1973-1976 рр..) — Застосовано 12-вольтовий генератор;
- «Урал» М-67-36 (1976-1983 рр..) — Двигун потужністю 36 л.с.;
- «Урал» ІМЗ-8.103-30 (1983-1986 рр..) — Модернізована задня підвіска, встановлена система випуску з одним глушником;
- «Урал» ІМЗ-8.103-10 (1986 -? рр..) — З'явилася коробка передач із заднім ходом;
- «Урал» ІМЗ-8.103-40 Турист — оснащений важільної передньою вилкою;
- «Урал» ІМЗ-8.123 Соло — одинак на базі ІМЗ-8.103-10, потужність двигуна 40 к.с., 18-дюймові колеса;
- «Урал» ІМЗ-8.1037 GEAR-UP;
- «Урал» ІМЗ-8.1238 Вовк (1999-2011 рр..) — Мотоцикл в стилі чоппер; [3] [4]
- «Урал» ІМЗ-8.1036 Ретро

### Спортивні мотоцикли
- М-52С для шосейно-кільцевих гонок;
- М-52К для кросових змагань;
- М-61К для кросових змагань;
- М-62К для кросових змагань;
- М-77 для шосейно-кільцевих гонок.
- К-1000 для кросових змагань;

### Спецтехніка
- «Урал» ІМЗ-8.1233 Соло-ДПС — патрульний мотоцикл;
- «Урал» ІМЗ-8.1037 Gear-UP — військовий мотоцикл, оснащений кулеметом ПКМБ калібру 7,62 мм на штатній турелі; [5]
- «Урал» ІМЗ-8.1037 Gear-UP-ATGM — військовий мотоцикл, носій ПТРК « Конкурс-М». Пускова установка з тепловізійним прицілом встановлюється на люльці мотоцикла на спеціальній турелі. Боєкомплект з двох ПТРК перевозиться в боєукладці люльки. У похідному положенні пускова установка і тепловізійний приціл розміщуються в багажнику люльки. Маса контейнера з керованою ракетою (без пускової установки і тепловізійного прицілу) становить 26,5 кг; дальність стрільби комплексу — 4000 м вдень і 3500 м вночі; пробиває броню 750-800 мм. [6] [7] [8]

## «Урал» як світовий бренд

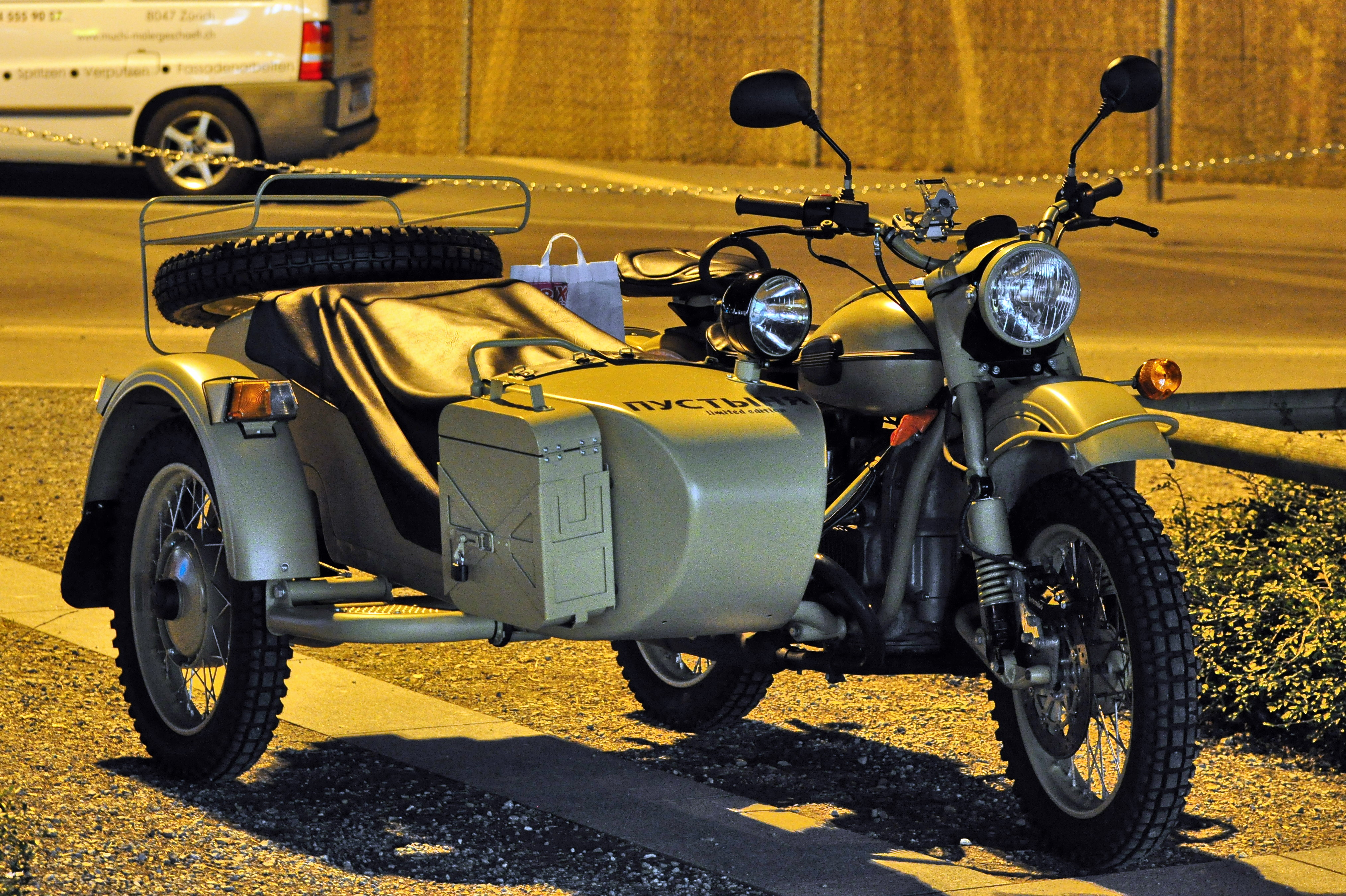
Мотоцикл з коляскою «Урал» в Швейцарії. 2011

На сьогоднішній день всього лише 3 % випущених мотоциклів «Урал» продаються в Росії і СНД. Основним ринком збуту для ІМЗ є США, країни ЄС, Канада, Австралія, куди підприємство експортує до 97 % вироблених мотоциклів.  Перспективними ринками є Японія та Корея, так як в цих країнах є попит і немає конкурентів для моделей з люлькою (боковим причепом).
Попри те, що зовнішній вигляд і багато технічних рішеннь мотоцикла були розроблені в довоєнній Німеччині, ІМЗ позиціонує «Урал» як простий і надійний мотоцикл з російським (чоловічим) характером. Переважна більшість мотоциклів продаються у версії з люлькою.
Внаслідок обвалу попиту на мотоцикли на початку 1990-х рр.. підприємство перейшло з повного циклу виробництва на OEM-виробництво. В останні пару років було внесено ряд змін в конструкцію та комплектацію мотоциклів, покликаних суттєво поліпшити надійність і споживчі якості мотоцикла. Станом на 2011 рік серійні мотоцикли «Урал» оснащуються наступними комплектуючими іноземного виробництва.

Список змін в конструкції мотоциклів Урал:
- Телескопічна передня вилка Marzocchi (Італія)
- Гідравлічні амортизатори Sachs (Німеччина)
- Дискові гальма Brembo (Італія)
- Карбюратори Keihin (Японія)
- Бензокран TAIYO GIKEN (Японія)
- Електронне запалювання Ducati Energia (Італія)
- Генератор Denso (Японія)
- Акумулятор YUASA
- Свічки і високовольтні дроти NGK-Ducati (Італія)
- Шестірні (маслонасоса, ГРМ, КПП) і вали КПП Herzog (Німеччина)
- Підшипники КПП, двигуна, рульової колонки і коліс SKF (Швеція)
- Манжети NAK (Тайвань)
- Проведення для мотоциклів з коляскою ELECTREX (США)
- Паливні шланги SEMPERIT (Австрія)
- Звуковий сигнал LEB (Італія)

Незважаючи на модернізацію, мотоцикли «Урал» практично не користуються попитом в Росії внаслідок високої ціни (255 000–325 000 рублів за станом на 2011 рік), і морально застарілого дизайну і конструкції. Висока ціна мотоциклів пояснюється широким використанням іноземних комплектуючих і малим обсягом виробництва (скоротилося з 130 000 в 1990 році до 800 мотоциклів в 2010 році), що негативно позначається на собівартості продукції.  Станом на 2011 рік на підприємстві працювало 155 чоловік, з яких 145 — на ІМЗ.
В даний час найбільшим ринком для мотоциклів «Урал» є США, де ІМЗ має розвинену дилерську мережу (58 дилерів) і до початку світової кризи продавав близько 650 мотоциклів з коляскою на рік (близько 60 % From Russia, a Motorcycle Built for Two] </ref> У 2010 році ІМЗ продав на 39 % більше мотоциклів в США, ніж в попередньому році, в той час як попит на батьківщині продовжує скорочуватись.  У Росії було продано всього 20 з 800 випущених мотоциклів в 2010 році.  ІМЗ запланував побудувати і продати 1100 мотоциклів за ціною $9 999–13 999 в 2011 році. 
У листопаді 2011 року Ірбітський мотоциклетний завод відзначив своє 70-річчя. На честь пам'ятної дати було випущено дві ювілейні модифікації мотоцикла: M70 Sidecar (30 мотоциклів) і M70 Solo (10 мотоциклів) за ціною $14 200 і $9 150 відповідно. 
В 2002 рік у Республіканська гвардія Саддама Хусейна замовила 2000 мотоциклів «Урал» з люльками для здійснення своєї оборонної стратегії, заснованої на тактиці високої мобільності.  Офіційно мотоцикли призначалися для іракського Міністерства охорони здоров'я та Міністерства сільського господарства. Було поставлено близько 1500 мотоциклів до початку війни в Іраку в рамках програми «Нафта в обмін на продовольство», що викликали велику зацікавленість серед військових і населення. 
Проте після повалення режиму Саддама Хусейна, Державна транспортна компанія Іраку, уклала договір про постачання мотоциклів, змушена була шукати інших покупців. За словами іракців, мотоцикли з люльками добре пристосовані для пересування по місту і бездоріжжю. У зв'язку з безперервним насильством і небезпекою потрапити в будь-який момент під обстріл на вулиці, іракці наварюють додатковий захист на вразливі місця і люльку «Уралов», і встановлюють на мотоцикл кулемет. Представники американського командування в Іраку не раз висловлювали стурбованість у зв'язку з появою таких мотоциклів з кулеметами у іракських повстанців. 
З 2014 року мотоцикли комплектуються двигунами з системою інжекторного впорскування палива, спеціально розробленою для мотоциклів Урал інженерною компанією ElectroJet. Inc.